# 熊本市電上熊本線

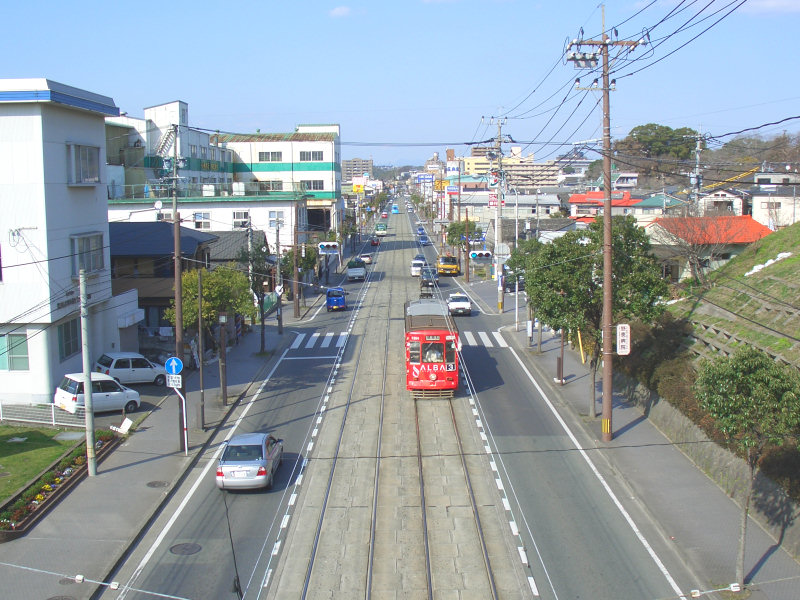
段山町付近は丘陵地を開削した区間

上熊本線（かみくまもとせん）は、熊本県熊本市中央区の辛島町停留場から熊本市西区の上熊本停留場を結ぶ、熊本市交通局（熊本市電）の軌道路線。
比較的閑静な街を通り、沿線には童歌「あんたがたどこさ」で有名な船馬橋がある。段山町 - 上熊本は路面電車を敷設するため開削・整備した道路であり、路面電車によって発展した地域である。また、洗馬橋 - 新町間は現有路線唯一の新設軌道区間である。熊本市交通局の車両基地が上熊本停留場のすぐそばにある（熊本市交通局の上熊本営業所を兼ねる）。

## 路線データ
- 路線距離（営業キロ）：2.9km
- 軌間：1435mm
- 電停数：10（起終点含む）
- 複線区間：全線複線
- 電化区間：全線電化（直流600V）

## 運行形態
- ■B系統（健軍町 - 上熊本） - 全線を7分 - 15分間隔（平日の日中は15分間隔[1]）で運行。上熊本 - 健軍町間通し運転が基本だが、朝ラッシュ時や深夜を中心に上熊本 - 交通局前間の入出庫便、朝や土休日日中に上熊本 - 辛島町間の区間便が設定されている。

## 歴史
- 1929年（昭和4年）6月20日：辛島町 - 段山町間が開業。洗馬橋・塩屋町・新町・新細工町・蔚山町・新桶屋町・段山町各停留場が開業。
- 1935年（昭和10年）3月24日：段山町 - 上熊本駅前間が開業。島崎町・杉塘・本妙寺前・上熊本駅前各停留場が開業。
- 1936年（昭和11年）8月28日：辛島町停留場の上熊本線乗り場が西辛島町停留場として分離。
- 1943年（昭和18年）12月28日：洗馬橋・新細工町・新桶屋町・島崎町・杉塘各停留場が廃止（杉塘停留場は後に再開業）。
- 1948年（昭和23年）5月：塩屋町・蔚山町護国神社前（後に蔚山町）両停留場が開業。なお、前身となる初代の塩屋町・蔚山町両停留場はこれ以前に廃止されている。
- 1983年（昭和58年）1月20日：県立体育館前停留場が開業[2]。
- 2011年（平成23年）3月1日：本妙寺前停留場を本妙寺入口停留場に改称。
- 2019年（令和元年）10月1日：上熊本駅前停留場を上熊本停留場に改称。
- 2024年（令和6年）1月 - 3月：段山町 - 上熊本間の各停留場においてホーム延長、上屋の設置工事（杉塘は上屋の工事のみ）[3]。

## 停留場一覧
- 全停留場が熊本県熊本市に所在。

| 番号 | 停留場名           | 駅間 キロ | 累計 キロ | 接続路線                                                                    | 所在地 |
| ---- | ------------------ | --------- | --------- | --------------------------------------------------------------------------- | ------ |
| 8    | 辛島町停留場       | -         | 0.0       | 熊本市電：幹線                                                              | 中央区 |
| B9   | 西辛島町停留場     | 0.3       | 0.3       |                                                                             | 中央区 |
| B8   | 洗馬橋停留場       | 0.2       | 0.5       |                                                                             | 中央区 |
| B7   | 新町停留場         | 0.2       | 0.7       |                                                                             | 中央区 |
| B5   | 段山町停留場       | 0.4       | 1.5       |                                                                             | 中央区 |
| B6   | 蔚山町停留場       | 0.4       | 1.1       |                                                                             | 中央区 |
| B4   | 杉塘停留場         | 0.5       | 2.0       |                                                                             | 中央区 |
| B4   | 杉塘停留場         | 0.5       | 2.0       | 西区                                                                        |        |
| B3   | 本妙寺入口停留場   | 0.4       | 2.4       |                                                                             |        |
| B2   | 県立体育館前停留場 | 0.1       | 2.5       |                                                                             |        |
| B1   | 上熊本停留場       | 0.4       | 2.9       | 九州旅客鉄道：■鹿児島本線 ⇒ 上熊本駅 熊本電気鉄道：菊池線 ⇒ 上熊本駅 (KD01) |        |

### 廃止された停留場
廃止後に再開業したものを除く。
- 洗馬橋停留場（初代） - 1929年6月20日開業、1943年12月28日廃止。
- 新細工町停留場 - 1929年6月20日開業、1943年12月28日廃止。
- 新桶屋町停留場 - 1929年6月20日開業、1943年12月28日廃止。1960年から1963年まで4度設置、臨時停留場。護国神社前停留場を名乗った時期もあった。
- 島崎町停留場 - 1935年3月24日開業、1943年12月28日廃止。